# Tamkanin
Tamkanin (Oryctolagus cuniculus var. domestica) är en av alla varianter av domesticerad europeisk kanin, vilka idag uppvisar en stor variation vad gäller färger, storlek, utseende och fertilitet. Domesticering av kanin förekom redan under romartid och idag hålls de över stora delar av världen för kött- och pälsproduktion, som försöksdjur eller som sällskapsdjur.

## Historia

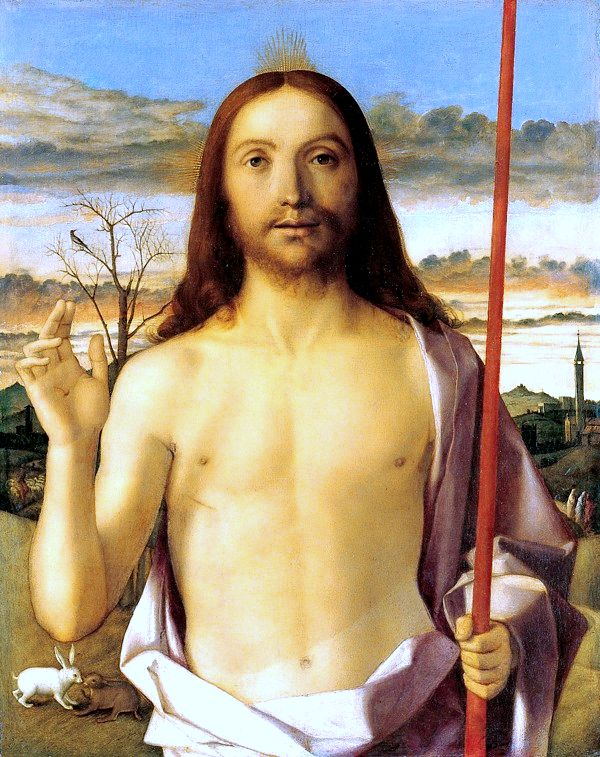
Oljemålning av den italienska konstnären Giovanni Bellini, cirka 1500, med två kaniner i bakgrunden.

Tamkaninens faktiska ursprung är oklart. De första som beskrev kaniner var fenicierna som stötte på dem under sina resor utefter kusten av norra Afrika och Iberiska halvön. Under 200-talet f.Kr noterade den grekiske historiken Polybios att det skeppades kaniner från Korsika och under 100-talet f.Kr kallade den romerska vetenskapsmannen Marcus Terentius Varro Spanien för kaninernas hemland. Varro beskrev hur dessa djur hölls i speciella trädgårdar med murar som skulle hålla kaninerna inne och predatorer ute; dessa trädgårdar kallades för leporaria. Kaniner var lättskötta och försåg ägarna med kött och päls. Romarna lärde sig sedan denna praktik och därifrån spreds kunskapen att hålla och föda upp kaniner. 
Under medeltiden var det mycket vanligt med uppfödning av kanin i Europa. På 1500-talet hade exempelvis drottning Elisabet I av England ett stort leporarium och kung Henrik IV av Frankrike födde upp kaniner för jakt, vilket blev en populär sport bland överklassen. Det var förmodligen under 1500-talet som riktad avel uppstod i olika kloster för att få fram hybrider. Kring 1700-talet fanns sju olika kända former: nonagouti, brun, albino, dilute, gul, silver och Dutch spotting.

## Uppfödning

### Fortplantning och avel
Vid 3-6 månaders ålder börjar kaninen bli könsmogen; tidpunkten inträffar oftast tidigare för hanar och senare för honor. Större raser blir könsmogna senare än dvärgraser. Man bör dock inte para kaniner för tidigt; enligt rekommendation ska de vara cirka 8 månader. Vid för tidig avel på kaniner kan både ungarna och mamman dö (detta är en risk även vid avel med kaniner över 3 år, då honan kan ha problem med att föda fram ungarna). Honan släpper ägg i samband med parningen vilket innebär att kaninen inte behöver vara brunstig när man parar även om det underlättar.  En vanlig kull består oftast av 2 till 15 ungar. När ungarna är födda brukar honan mata dem en gång per dygn. I övrigt lämnar hon dem ifred vilket beror på hur kaniner i det vilda inte vill dra uppmärksamhet till boet av risk för rovdjur. 

### Kanin som bruksdjur
Vissa raser föds upp för pälsindustrin, däribland chinchillakanin och angorakanin, medan andra kaniner föds upp för köttets skull, framför allt i Frankrike. I Sverige var det vanligt att hålla kanin under andra världskriget för köttets skull.

## Kaninskötsel

### Kaninbur
Burstorleken ska enligt lag vara minst 50 x 100 x 50 cm för små kaniner under 3 kg, minst 0,7 kvm för kaniner mellan 3 och 5 kg (med kravet att den kortaste sidan och höjden i buren är 60 cm) och 0,9 kvm för större raser (med krav att den kortaste sidan och höjden är 70 cm). Dock rekommenderas större burar. Sveriges kaninvälfärdsförening anser att minsta lagliga burmått är för litet, och att kaniner ska få leva i ett såpass stort utrymme att de kan utföra sina naturliga behov. Som riktlinje föreslår de kaninboenden som är större än 4,5 kvm för två dvärgkaniner.
Brist på motion är ett vanligt problem hos tamkaniner. Detta leder till hälsobesvär såsom dålig muskelansättning och svagt skelett, vilket bidrar till benbrott.
Kaniner är sociala flockdjur vilket innebär att det går utmärkt att ha flera djur tillsammans. Det rekommenderas dock att tamkaniner kastreras innan de bor tillsammans på grund av deras snabba fortplantningsförmåga.
Kaniner som har rörelsefrihet har generellt sett ett större välbefinnande än kaniner som sitter instängda i bur. Kaninen är av naturen rumsren och det brukar därför gå utmärkt att ha den lös. En risk är dock elektriska sladdar, eftersom tamkaninen precis som vildkaninen har ett stort behov av att gnaga.

### Föda
Felutfodring är vanligaste orsaken till att tamkaniner blir sjuka. Kaniner är herbivorer (växtätare), och hö eller gräs bör utgöra 80%-90% av kaninens kost. Hö behövs för att kaninens matsmältning ska fungera och för att tänderna ska slitas ner. I hö finns svårsmälta fibrer som är särskilt viktiga. Lättsmälta fibrer som bland annat finns i pellets kan i stor mängd leda till att magens motorik försämras hos kaninen. Den försämrade motoriken påbörjar farlig gasbildning i tarmen och kan leda till trumsjuka vilket snabbt kan bli livshotande. Hö ska ständigt finnas tillgängligt eftersom magen annars kan stanna. På hö och lite kaninpellets kan kaninen leva året om, men är den utomhus hela vintern rekommenderas fodertillskott, till exempel spannmål. Kaninen mår även bättre om den får lite omväxling i kosten i form av frukt eller grönsaker; detta ska dock ges i rimlig mängd eftersom frukt och grönsaker innehåller mycket fruktsocker. Pinnar av olika slag är bra att ge till kaniner, då det både är en bra sysselsättning och det är bra för deras tänder att gnaga på något. Det är dock viktigt att undersöka vilka träslag som kan ges till en kanin. Något som är väsentligt i kaninens kost är dess egen avföring. Den är fylld med nödvändiga näringsämnen som produceras i blindtarmen och som endast kan utnyttjas genom att kaninen äter avföringen. Detta kallas koprofagi. Djuraffärernas "lyxblandning" innehåller dock ämnen som gör att kaninen bildar mycket fett, och därmed kan dö i förtid.

### Hälsa
Övervuxna tänder är ett stort problem hos kaniner precis som hos hamstrar. Det är också vanligt att kaninerna blir sjuka på grund av att ägarna inte städar tillräckligt ofta i buren. 
Äkta diarré är ovanligt hos kanin och om detta upptäcks ska veterinär kontaktas omedelbart. Om det är en allvarlig mag- eller tarminfektion kan den leda till döden inom 24 timmar.
Kaniner kan, till skillnad från exempelvis katter, inte kräkas upp sina hårbollar. Det hår kaninen slickar i sig när den putsar sig måste därför passera ut med avföringen. Ibland samlas hår i magsäcken till stora hårbollar, vilka kan bli så stora att de fyller ut magsäcken. En av de vanligaste orsakerna till att hårbollarna bildas är att kaninen äter för mycket pellets och därmed inte tuggar i sig tillräckligt mycket hö. Det fiberrika höet hjälper att rensa magsäcken från hår. En fiberrik kost på hö gör även att fodret passerar genom tarmarna snabbare. En snabb passage motverkar inte bara bildning av hårbollar utan ger också ett skydd mot olika tarmstörningar som kan ge diarré. För att minska risken för hårbollar ska en kaninägare ge sin kanin sparsamt med pellets och fri tillgång till hö av god kvalitet. Tidiga tecken på att en hårboll håller på att bildas i magsäcken kan vara att kaninen inte längre vill äta lika mycket, varefter kaninen tappar aptiten helt. Avföringen blir sparsam och upphör till sist. Utan något foderintag avmagrar kaninen snabbt och kan dö av svält varför det är viktigt att snabbt uppsöka veterinär om kaninen tappar aptiten.

## Utställningar

### Kaninutställningar
Om man har en kanin kan man ställa ut den i en kaninutställning. Domaren dömer kaninens vård och hur välskött den är. Det finns olika utställningar för kaniner: i de stora utställningarna kontrollerar domarna hur kaninen ser ut jämfört med dess ras enligt boken Nordisk Kaninstandard, exempelvis om kaninens vikt stämmer med standarden. I de lite mindre klasserna (keldjursutställning) gäller andra regler och är till för de kaniner som inte har stamtavla. 

## Raser
Det finns en mängd olika framavlade raser. Den vanligaste husdjursrasen är hermelinkanin. En annan vanlig ras är dvärgvädur. Andra raser är bland andra dvärgvädursfuchs, dvärghare, Holländsk kanin, lejonhuvad kanin, Lilla silver och de större rexkanin och angorakanin. Den största kaninrasen är Belgisk jättekanin som normalt väger upp emot 7-9 kg och den minsta är hermelinkaninen, vars idealvikt endast ligger mellan 0,8 och 1,3 kg. Alla kaniner som kallas för vädur har långa nedhängande öron.

### Dvärgkaniner
- Lejonmanad/lejonhuvad/löwen kanin
- Hermelinkanin
- Dvärghare
- Dvärgvädur

### Små raser
- Lilla egern
- Liten chinchillakanin
- Lilla silver
- Lilla wiener
- Lilla havanna
- Liten rex
- Sachengold
- Engelsk scheck
- Holländsk kanin
- Tan
- Thrianta
- Egern
- Perle egern
- Rysk kanin
- Röhn

### Medelstora raser
- Chinchillakanin
- Angorakanin
- Rexkanin
- Isabella
- Sallander
- Alaska
- Japaner
- Thyringer
- Lilla tysk vädur
- Lilla tysk check

### Stora raser
- Stor chinchillakanin
- Scheck
- Blå beveren
- New Zealand white
- New Zealand red
- Egern
- Stora silver
- Californian
- Engelsk vädur
- Blå wiener
- Stora havanna

### Jätteraser
- Belgisk jättekanin
- Fransk vädurkanin
- Tysk jättescheck

### Raser med avvikande hårstruktur
- Angorakanin
- Rex
- Satin
- Satinangora
- Fuchs
- Jamora